# ルバーノ
ルバーノ（伊: Rubano）は、イタリア共和国ヴェネト州パドヴァ県にある、人口約17,000人の基礎自治体（コムーネ）。

## 地理

### 位置・広がり

#### 隣接コムーネ
隣接するコムーネは以下の通り。
- メストリーノ
- パードヴァ
- サッコロンゴ
- セルヴァッツァーノ・デントロ
- ヴィッラフランカ・パドヴァーナ

### 気候分類・地震分類
ルバーノにおけるイタリアの気候分類 (it) および度日は、zona E, 2383 GGである。
また、イタリアの地震リスク階級 (it) では、zona 3 (sismicità bassa) に分類される。

## 行政

### 分離集落
ルバーノには、以下の分離集落（フラツィオーネ）がある。
- Sarmeola, Bosco, Villaguattera